# Vitvingad sottyrann
Vitvingad sottyrann (Knipolegus aterrimus) är en fågel i familjen tyranner inom ordningen tättingar.

## Utseende
Vitvingad sottyrann är en medelstor tyrann. Hanen är svart med tydligt vitt på vingen format av vita innerkanter på vingpennorna. Honan är gulbrun med vita vingband och rödaktiga fläckar i vingen och i stjärtroten. Hanen är mörkare och mer glänsande svart än andra sottyranner. Vitt vingband och mörkt öga skiljer honan från liknande arter. Jämfört med andinsk sottyrann är den ljusare med tydligare rödaktig fläck på övergumpen.

## Utbredning och systematik
Vitvingad sottyrann förekommer i Sydamerika från norra Peru söderut till västra Argentina och Paraguay. Den delas in i tre underarter med följande utbredning:
- Knipolegus aterrimus heterogyna – norra Peru (Marañóndalen i Cajamarca, La Libertad och Ancash)
- aterrimus-gruppen
  - Knipolegus aterrimus anthracinus – Anderna i Peru (Ayacucho, Cusco, Puno) och västra Bolivia (La Paz)
  - Knipolegus aterrimus aterrimus – Anderna i östra Bolivia, västra Argentina och chaco i Paraguay

Tidigare ansågs caatingasottyrann (K. franscicanus) utgöra en underart till vitvingad sottyrann, men numera urskiljs den oftast som egen art. Sedan 2016 urskiljer Birdlife International och naturvårdsunionen IUCN underarten heterogyna som den egna arten "vitgumpad sottyrann". 

## Levnadssätt
Vitvingad sottyrann hittas i buskmarker och öppen skog i bergstrakter på medelhög till hög höjd. Där ses den sitta upprätt i buskar och träd, varifrån den gör utfall för att fånga insekter i luften.

## Status
IUCN bedömer hotstatus för underartsgrupperna (eller arterna) var för sig, båda som livskraftiga.